# Garth Hudson
Eric Garth Hudson CM, född 2 augusti 1937 i Windsor, Ontario, död 21 januari 2025 i Woodstock i Ulster County, New York, var en kanadensisk musiker som spelade bland annat orgel, saxofon och dragspel i rockbandet The Band. Han var också med och komponerade musik till flera av The Bands låtar.

## Diskografi

### Med The Band
- Music from Big Pink (1968)
- The Band (1969)
- Stage Fright (1970)
- Cahoots (1971)
- Rock of Ages (live) (1972)
- Moondog Matinee (1973)
- Northern Lights-Southern Cross (1975)
- Islands (1977)
- The Last Waltz (1978)
- Jericho (1993)
- High on the Hog (1996)
- Jubilation (1998)

### Solo
- The Sea to the North (2001).
- LIVE at the WOLF (2005).
- Music for Our Lady Queen of the Angels (2005).